# Rafael Escalona
Rafael Calixto Escalona Martinez (Patillal, Cesar, 26 de maio de 1926 – Bogotá, 13 de maio de 2009) foi um compositor e trovador colombiano.